# (5748) Davebrin
(5748) Davebrin (1991 DX) – planetoida z grupy pasa głównego asteroid okrążająca Słońce w ciągu 4,1 lat w średniej odległości 2,56 j.a. Odkryta 19 lutego 1991 roku.